# Claude Melki
Claude Melki (* 23. Februar 1939 in Saint-Denis; † 29. März 1994 in Paris) war ein französischer Schauspieler.

## Leben und Karriere
Als Schneiderlehrling wurde der 1939 in Saint-Denis geborene Darsteller vom Regisseur Jean-Daniel Pollet zufällig bei einem Ball entdeckt und wurde dessen Lieblingsschauspieler. Pollet vertraute ihm in mehreren seiner Filme die wiederkehrende Rolle eines unglücklichen Mannes namens Léon an: Pourvu nous ont l'ivresse ... (1958), Gala (1961), in Pollets Episode zu Paris gesehen von... (1965), Liebe macht lustig, Liebe tut weh (1971) und L 'Acrobate (1976). Daneben hatte er eine seiner wichtigsten Rollen als Charlie Caponi in Philippe Clairs Le grand fanfaron (1976) sowie in der Miniserie Malaventure (1974). Im Kino spielte er zudem Nebenrollen, so als Lucien, Kollege des schwangeren Helden Marcello Mastroianni, in Jacques Demys Die Umstandshose (1972). Seine letzte größere Rolle hatte Claude Melki 1990 neben Agnès Soral und Philippe Khorsand in Serge Le Pérons TV-Krimi Sésame, ouvre-toi!. Sein Schaffen umfasst mehr als 50 Film- und Fernsehproduktionen.
Er ist der Onkel des Schauspielers Gilbert Melki.

## Filmografie (Auswahl)
- 1958: Pourvu nous ont l'ivresse ...
- 1961: Gala (Kurzfilm)
- 1965: Paris gesehen von... (Paris vu par…)
- 1966: Brigitte und Brigitte (Brigitte et Brigitte)
- 1967: Die Zeit der Kirschen ist vorbei (Le grand dadais)
- 1968: Liebe macht lustig, Liebe tut weh (L’amour c’est gai, l’amour c’est triste)
- 1970: Das Haus (La maison)
- 1972: Die Umstandshose (L’Événement le plus important depuis que l’homme a marché sur la lune)
- 1974: Malaventure (Fernsehminiserie)
- 1974: Der große Blonde mit dem blauen Auge (Juliette et Juliette)
- 1976: L 'Acrobate
- 1976: Le grand fanfaron
- 1990: Sésame, ouvre-toi! (Fernsehfilm)
- 1993: Kommissar Moulin (Commissaire Moulin, Fernsehserie, 1 Folge)